# أندريه ألبا
أندريه ألبا (بالفرنسية: André Alba)‏ هو مؤرخ فرنسي، ولد في 1894، وتوفي في 1979.